# جاك لوتيرواسير
جاك لوتيرواسير (بالإنجليزية: Jack Lauterwasser)‏ مواليد 4 يونيو 1904 في لندن - الوفاة 2 فبراير 2003 في مقاطعة سومرست، كان دراج بريطاني. سبق أن شارك في دورة الألعاب الأولمبية الصيفية وفاز بميدالية أولمبية.

## الميداليات
| الميدالية | المسابقة                       |
| --------- | ------------------------------ |
| فضية      | الألعاب الأولمبية الصيفية 1928 |

## روابط خارجية
- جاك لوتيرواسير على موقع أرشيف الدراجات (الإنجليزية)
- جاك لوتيرواسير على موقع إحصائيات الدراجات الإحترافية (الإنجليزية)
- جاك لوتيرواسير على موقع أوليمبيديا (الإنجليزية)